# Chersomanes
Chersomanes és un gènere d'ocells de la família dels alàudids (Alaudidae).

## Taxonomia
Segons la Classificació del Congrés Ornitològic Internacional (versió 13.1, 2023) aquest gènere està format per dues espècies:
- Chersomanes albofasciata - alosa d'esperons.
- Chersomanes beesleyi - alosa de Beesley.